# Louiza Majofski
Louiza Johanna Majofski, född 1803, död 1874, var en nederländsk sångare.
Hon var dotter till Theodorus Johannes Majofski (1771-1836), skådespelare, sångare och teaterchef, och Johanna Christina Elisabeth Adams (1767-1844), scenskådespelerska, och syster till Jacoba Maria Majofski. Louiza Majofski gifte sig med Franciscus Nicolaus Stoetz (1799-1872), musiker och orkestermästare, 1828.
Hon var engagerad vid Amsterdamse Schouwburg mellan 1824 och 1858. Hon var engagerad som operasångare fram till 1841. Hon uppträdde också på konserter. Hon debuterade som skådespelare 1836 och uppträdde enbart som sådan 1841-1858. Hon var en stjärna i stora sångspel och var den första holländska sångerskan som framförde Bellinis Norma på holländska. 